# Uttar Durgapur
Uttar Durgapur là một thị trấn thống kê (census town) của quận South Twentyfour Parganas thuộc bang Tây Bengal, Ấn Độ.

## Nhân khẩu
Theo điều tra dân số năm 2001 của Ấn Độ, Uttar Durgapur có dân số 5062 người. Phái nam chiếm 52% tổng số dân và phái nữ chiếm 48%. Uttar Durgapur có tỷ lệ 67% biết đọc biết viết, cao hơn tỷ lệ trung bình toàn quốc là 59,5%: tỷ lệ cho phái nam là 74%, và tỷ lệ cho phái nữ là 60%. Tại Uttar Durgapur, 11% dân số nhỏ hơn 6 tuổi.